# 阿尔福哈
阿尔福哈（西班牙语）是西班牙加泰罗尼亚塔拉戈纳省的一个市镇。总面积38平方公里，总人口1344人（2001年），人口密度35人/平方公里。